# Dione Lucas
Dione Lucas (1909 -1971) va ser una cuinera anglesa.
Va ser la primera graduada en Le Cordon Bleu. Lucas va ser fonamental per a l'establiment d'una extensió sense precedents de la famosa Escola Culinària de París a Londres el 1930. Va treballar com a xef en un hotel d'Hamburg abans de la Segona Guerra Mundial i va escriure sobre haver preparat colomí farcit per a Adolf Hitler. Més tard va obrir el restaurant Cordon Bleu i una escola de cuina a Nova York. També va portar el restaurant Egg Basket vora Bloomingdale's a Nova York. El seu programa de cuina To The Queen's Taste (Al gust de la Reina) es va retransmetre a la CBS entre 1948 i 1949 des del seu restaurant. Va tenir un altre programa la dècada dels 50.
Dione Lucas va ser la primera dona que va tenir un programa de cuina a televisió. En un altre dels seus restaurants de Nova York, The Gingerman, Lucas va ajudar a introduir la truita d'ous o omelette al gust dels americans.
Pot ser vista com la predecessora i una influència per a Julia Child, una altra divulgadora de la cuina francesa a Nord-amèrica. Dione Lucas va ser l'autora de molts llibres sobre cuina francesa.

## Treballs

### Llibres
- The Cordon Bleu Cook Book (1947)
- The Dione Lucas Meat and Poultry Cook Book (1955, amb Anne Roe Robbins)
- The Gourmet Cooking School Cookbook (1964)
- The Dione Lucas Book of Natural French Cooking (1977, amb Marion i Felipe Alba)
- The Gourmet Cooking School Cookbook (1982, amb Darlene Geis)

### Televisió
- To The Queen's Taste
- The Dione Lucas Cooking Show